# Patryk Lipski
Patryk Lipski (* 12. Juni 1994 in Stettin) ist ein polnischer Fußballspieler.

## Karriere

### Verein
Lipski kam 2012 über seinen Heimatverein Salos Szczecin in die Jugend und Reservemannschaft des polnischen Erstligisten Ruch Chorzów, wo er von 2014 bis 2017 zum erweiterten Kader der Profis und seit der Saison 2015/16 zum Stammspieler dort zählte. Seinen ersten Einsatz in der höchsten polnischen Liga, der Ekstraklasa, bekam der offensive Mittelfeldspieler am 9. November 2014, als er in der 89. Spielminute gegen Jagiellonia Białystok eingewechselt wurde. Seinen ersten Treffer für Ruch Chorzów erzielte Lipski am 4. Spieltag der Saison 2015/16 gegen Podbeskidzie Bielsko-Biała. Im August 2017 wechselte er dann zu Lechia Gdańsk, mit denen er in der Saison 2018/19 den nationalen Pokal gewinnen konnte. Ein Jahr später wechselte er dann weiter zum Ligarivalen Piast Gliwice und seit März 2022 steht er bei Widzew Łódź unter Vertrag.

### Nationalmannschaft
Lipski wurde 2015 zum ersten Mal für die polnische U-21 Nationalmannschaft berufen und debütierte am 8. September 2015 in der Arena Kielc im Rahmen eines Freundschaftsspiels gegen Schweden. In zwei Jahren kam dort er auf insgesamt 15 Partien, in denen er einen Treffer erzielen konnte.

## Erfolge
Lechia Gdańsk
- Polnischer Pokalsieger: 2019
- Polnischer Supercupsieger: 2020